# Roberto Lovati
Roberto Lovati, né le 20 juillet 1927 à Cusano Milanino en Lombardie et mort le 30 mars 2011 à Rome, est un footballeur international Italien. Il évoluait au poste de gardien de but dans plusieurs clubs italiens. Il compte cinq sélections en équipe nationale. Au terme de sa carrière de joueur, il devient entraîneur de football et dirigeant de club. Il marque l'histoire de la Società Sportiva Lazio où il passe plus de trente ans.

## Carrière
Roberto Lovati nait le 20 juillet 1927 à Cusano Milanino, une ville de la province de Milan. Il commence le football dans l'équipe amateur de Gerli di Cusano Milanino. En 1947, il est recruté par le Pisa Sporting Club. Il évolue d'abord en équipe réserve puis au bout de deux saisons fait ses débuts en équipe première qui joue en deuxième division italienne. En 1952, il part pour Monza qui évolue dans le même championnat. Il y est titulaire pendant deux saisons.
En 1954, il est recruté par la Società Sportiva Lazio un des deux grands clubs romains. Le club le prête immédiatement au Torino Football Club avel lequel il fait ses débuts en Série A. L'année suivante il est de retour à la Lazio. Il s'impose comme titulaire et remplace Aldo De Fazio et Giuseppe Zibetti qui n'avaient pas réussi à faire oublier le grand gardien des années 1940 Lucidio Sentimenti.
En 1958, Lovati est le capitaine de l'équipe qui remporte la Coppa Italia. C'est le premier trophée majeur de la Lazio.
La carrière de joueur de Lovati s'arrête en 1961. Il aura passé 6 années à la Lazio et disputé 135 matchs. Il intègre ensuite l'équipe technique du club.
Il est sélectionné en équipe italienne de football le 25 avril 1957, à l'occasion d'un match amical contre l'Irlande du Nord avec une victoire 1-0 à domicile, puis pour les Jeux olympiques d'été de 1952, sans qu'il participe aux matchs.